# Beija-flor-caribenho-verde
O beija-flor-caribenho-verde (nome científico: Eulampis holosericeus) é uma espécie de ave da família dos troquilídeos (beija-flores).
Pode ser encontrada nos seguintes países: Anguila, Antígua e Barbuda, Barbados, Dominica, Granada, Guadalupe, Ilhas Virgens Americanas, Ilhas Virgens Britânicas, Martinica, Monserrate, Porto Rico, Saba, Santa Lúcia, Santo Eustáquio, São Bartolomeu, São Cristóvão e Neves, São Martinho e São Vicente e Granadinas.
Os seus habitats naturais são: florestas secundárias altamente degradadas.